# To Love Somebody
To Love Somebody ist eine Komposition von Barry Gibb und Robin Gibb, entstanden 1967 und veröffentlicht als zweite internationale Single der Bee Gees. Das Lied zählt zu den am häufigsten interpretierten Musiktiteln der Band.

## Entstehung
Allgemein wird die Geschichte erzählt, Barry Gibb habe To Love Somebody für Otis Redding geschrieben. In Die ultimative Biografie der Bee Gees: Geschichten der Brüder Gibb wird Barry Gibb derart zitiert, als habe er Otis Redding im Waldorf Astoria in New York City getroffen und bereits dort einen Teil des Titels komponiert. Dem Begleitheft zur Wiederveröffentlichung des Albums Bee Gees’ 1st im Jahr 2006 kann man dagegen entnehmen, dass Barry Gibb nach einem Konzert Reddings in London im März 1967 die Idee hatte, einen Song im Stile Otis Reddings zu schreiben. Tatsächlich trat Redding im Rahmen einer Stax/Volt Tour am 17. März 1967 in London auf.
Die Aufnahmen zu To Love Somebody fanden am 21. April 1967 in den IBC Studios in London statt. Als Produzent fungierte Ossie Byrne und für den Sound und Mix waren die Toningenieure John Pantry, Damon Lyon-Shaw und Philip Wade verantwortlich. Es waren mehrere Takes nötig, bevor Bill Shepherd dem fertigen Song schließlich Streicher, Bläser, Pauken und Harfen hinzufügen konnte.
Die Musiker waren Barry Gibb (Gitarre, Gesang), Maurice Gibb (Bass), Colin Petersen (Schlagzeug), Vince Melouney (Gitarre) und Robin Gibb (Gesang).
Die B-Seite der Single ist der Titel Close Another Door, der im Ryemuse Studio in London eingespielt wurde.
Wie damals üblich wurde aus dem im Vierspurverfahren aufgenommenen Track neben einem Stereo-Mix für die Single auch ein Mono-Mix angefertigt. Beide Versionen haben eine Laufzeit von exakt 3 Minuten.

## Rezeption
Nach dem Erfolg der vorangegangenen Single New York Mining Disaster 1941 blieb To Love Somebody deutlich hinter den Erwartungen zurück. Nach der sparsam und minimalistisch arrangierten Vorgängersingle mit ihrem beatle-esken Harmoniegesang überraschte To Love Somebody mit eher an Blues- und Soulaufnahmen der damaligen Zeit orientiertem Gesang Barry Gibbs sowie einer üppigen Orchesterbegleitung. So hinterließ To Love Somebody zwar in den Charts weltweit keinen großen Eindruck, weckte aber schnell das Interesse vieler Musiker aller Genres. Bereits 1967 erschienen erste Coverversionen und 1968 schaffte es der Titel mit einer Interpretation der The Sweet Inspirations sogar in die US-Charts. Im Dezember 1967 nahm Nina Simone eine Version auf, die mit der Bee-Gees-Komposition I Can't See Nobody als B-Seite Anfang 1968 als Single veröffentlicht wurde und im Januar 1969 in den britischen Singlecharts Platz 5 erreichte. 21 Jahre später konnte Jimmy Somerville nach der Auflösung des Electropop-Duos The Communards mit To Love Somebody seinen ersten Erfolg als Solokünstler feiern, während Michael Bolton nur ein Jahr später den Titel erneut weltweit in die Charts führte.

## Kommerzieller Erfolg

### Chartplatzierungen
| ChartsChartplatzierungen       | Höchstplatzierung | Wochen/ Monate |
| ------------------------------ | ----------------- | -------------- |
| Deutschland (GfK)              | 19 (2 Mt.)        | 2 Mt.          |
| Vereinigte Staaten (Billboard) | 17 (9 Wo.)        | 9 Wo.          |
| Vereinigtes Königreich (OCC)   | 41 (5 Wo.)        | 5 Wo.          |

### Auszeichnungen für Musikverkäufe
| Land/Region                  | Auszeichnungen für Musikverkäufe (Land/Region, Auszeichnung, Verkäufe) | Verkäufe |
| ---------------------------- | ---------------------------------------------------------------------- | -------- |
| Neuseeland (RMNZ)            | Gold                                                                   | 15.000   |
| Vereinigtes Königreich (BPI) | Silber                                                                 | 200.000  |
| Insgesamt                    | 1× Silber · 1× Gold ·                                                  | 215.000  |

Hauptartikel: Bee Gees/Auszeichnungen für Musikverkäufe

## Liste der Coverversionen (Auswahl)
- Lulu, 1967
- Dara Puspita, 1967
- Herbert Léonard Si j’avais le courage, 1967
- Dickie Loader & The Blue Jeans, 1967
- Gary Puckett & The Union Gap, 1968
- I Califfi Così ti amo, 1968
- Nina Simone, 1968
- The Sweet Inspirations, 1968
- P.P. Arnold, 1968
- Billy Vera, 1968
- The Mirettes, 1968
- The Marbles, 1969
- Janis Joplin, 1969
- Eric Burdon & The Animals, 1969
- The Chambers Brothers, 1969
- James Carr, 1969
- Busty Brown, 1969
- Sunday’s Child, 1970
- Nicola Di Bari Così ti amo, 1970
- Tom Jones, 1970
- Majic Ship, 1970
- Dusty Springfield, (1970) 1999
- Carla Thomas, (1970) 2013
- Zdenka Vučković Voljeti nekoga, 1970
- Roberta Flack, 1971
- Kim Carnes, 1971
- Jonathon Round, 1971
- The Blues Busters, 1971
- Rozetta Johnson, 1972
- The Flying Burrito Brothers, 1972
- Emile Ford, 1973
- Polly Brown, 1973
- Agnes Chan, 1974
- Kathi McDonald, 1974
- Bunny Scott, 1975
- Rod Stewart, (1975) 1989
- Peter Hollestelle, 1975
- Jackie Robinson, 1976
- Claudia Field, 1977
- Gebrüder Blattschuß Stille Zeit, 1977
- Jackie DeShannon, 1977
- Narvel Felts, 1977
- Bill Fredericks, 1977
- Disco-Tex and His Sex-O-Lettes, 1977
- The Raes, 1978
- Moulin Rouge, 1978
- Hank Williams, Jr., 1978
- J. C. Lodge, 1984
- Bonnie Tyler, 1988
- The Dave Kelly Band, 1988
- Billy Joe Royal, 1988
- Jimmy Somerville, 1990
- Rita Marley, 1991
- LaVern Baker, 1992
- Michael Bolton, 1992
- Nicole, 1993
- Gallon Drunk, 1996
- The Lightning Seeds, 1998
- Silver Ginger 5, 2000
- Jimmy Barnes, 2000
- Blue Rodeo, 2001
- Flemming Bamse Jørgensen, 2001
- Timoria, 2002
- Slobberbone, 2002
- B3, 2002
- Tony Hadley, 2003
- Alistair Griffin, 2003
- Jón Sigurðsson, 2004
- Billy Corgan mit Robert Smith, 2005
- Orleya Kas, 2007
- Barb Jungr, 2008
- Pooh Così ti amo, 2008
- Ronan Keating & Brian McFadden, 2010
- Tragedy, 2011
- Michael Bublé, 2013
- Scott Matthew, 2013
- Natalia Przybysz, 2013
- Andreas Kümmert, 2014
- Lizz Wright, 2015
- Karl Blau, 2015
- Elayna Boynton, 2015
- Dexys, 2016
- Yo La Tengo, 2016
- Human Nature, 2018
- The Revivalists, 2020